# Kysucký Lieskovec
Kysucký Lieskovec (maďarsky Újhelymogyoród) je obec na Slovensku v okrese Kysucké Nové Mesto. V roce 2016 zde žilo 2 363 obyvatel. První písemná zmínka o obci pochází z roku 1438. Nachází se 5 km severně od Kysuckého Nového Mesta.

## Dějiny
První písemná zmínka o obci (jako possesio Lezkovecz) pochází z roku 1438, kdy se vzpomíná jako majetek Budatínského panství.
Vedle zemědělství se obyvatelstvo zabývalo i výrobou šindele a dřevěného nářadí. Z obce vede turistický chodník přes místní část obce Lodna Korcháň (755 m n. m.) do Staré Bystrice. V obci stojí římskokatolický kostel sv. Andreja-Svorada a Beňadika z roku 1951. Na hřbitově je zvonice se šindelovou střechou z roku 1768.